# دين ذو عائد مرتفع

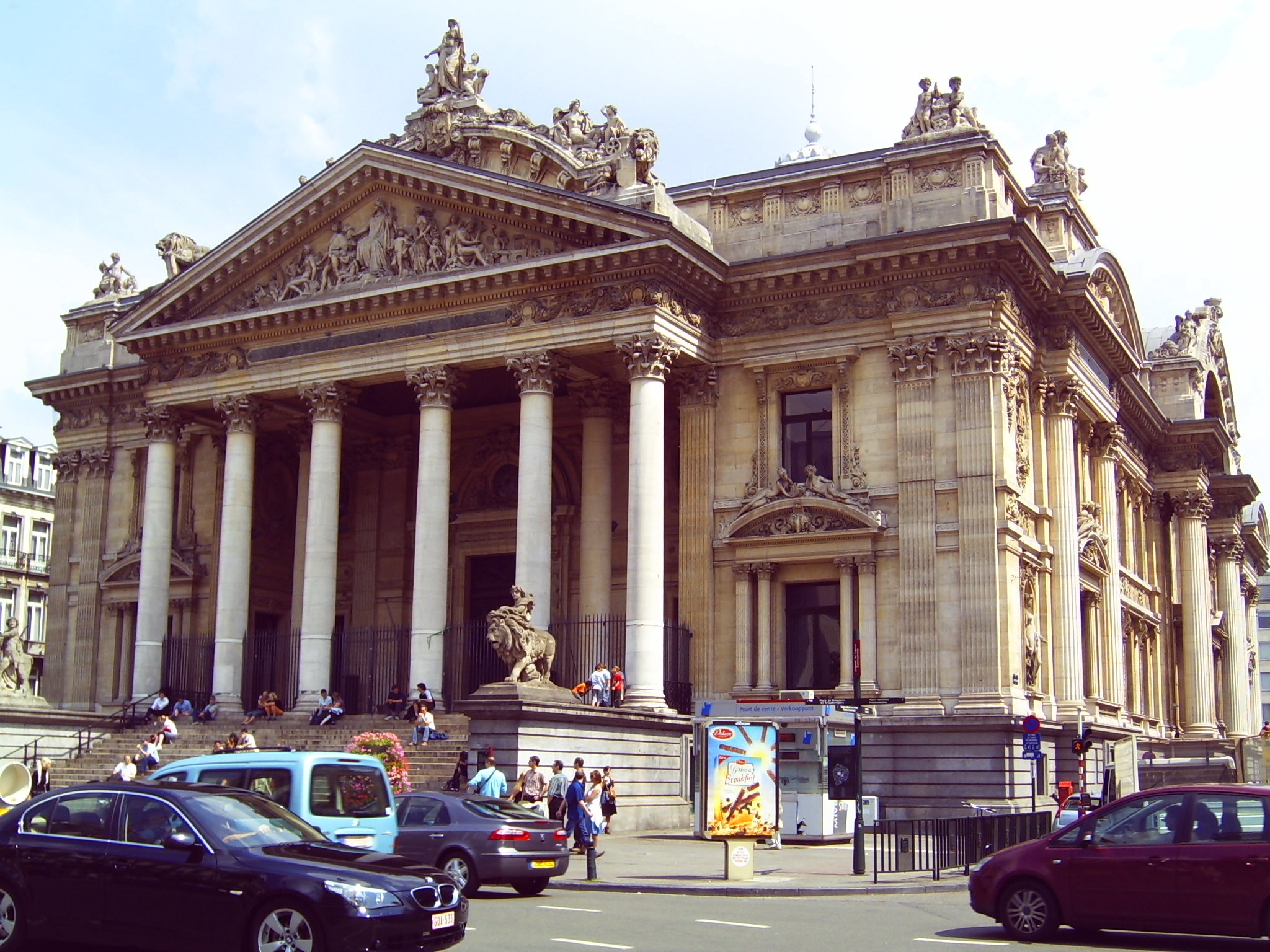
سوق الأوراق المالية في بروكسل

الديون ذات العائد المرتفع في مجال التمويل، السند ذو العائد المرتفع (سندات غير استثمارية، أو سندات المضاربة، أو سندات غير مرغوب فيها) هي السندات التي يتم تصنيفها أقل من درجة الاستثمار. تنطوي هذه السندات على مخاطر أعلى من التخلف عن السداد أو أحداث ائتمانية معاكسة أخرى، ولكنها تقدم عوائد أعلى من السندات ذات القيمة الأفضل لجعلها جذابة للمستثمرين.

## المخاطر
يخضع حامل أي دين لمخاطر أسعار الفائدة ومخاطر الائتمان، ومخاطر التضخم، ومخاطر العملة، وتدفق مخاطر الدخل، ومخاطر السيولة، ومخاطر التخلف عن السداد، ومخاطر الاستحقاق، ومخاطر إعادة الاستثمار، ومخاطر السوق والمخاطر السياسية ومخاطر تعديل الضرائب.

## مخاطر أسعار الفائدة
```
تشير 
مخاطر أسعار الفائدة
 إلى مخاطر تغير 
القيمة السوقية
 للسند بسبب التغيرات في هيكل أو مستوى أسعار الفائدة أو هوامش الائتمان أو أقساط المخاطر.
[
4
]
 تشير مخاطر الائتمان الخاصة بالسندات ذات العائد المرتفع إلى الخسارة المحتملة عند وقوع حدث ائتماني (على سبيل المثال تخلف المدين عن السداد في المدفوعات المجدولة أو ملفات الإفلاس، أو إعادة هيكلة السند)، أو إصدار تغيير في جودة الائتمان من قبل وكالة التصنيف بما في ذلك 
فيتش
 أو 
موديز
 أو 
ستاندرد آند بورز
.
[
5
]
```

## التصنيفات
تحاول وكالة التصنيف الائتماني وصف المخاطر بتصنيف ائتماني مثل AAA. في أمريكا الشمالية، الوكالات الخمس الكبرى هي ستاندرد آند بورز وموديز ووكالة فيتش ودومينيون بوند وA.M.Best. قد يتم تصنيف السندات في البلدان الأخرى من قبل وكالات التصنيف الأمريكية أو وكالات التصنيف الائتماني المحلية.
تختلف مقاييس التصنيف، حيث يستخدم المقياس الأكثر شيوعًا (بترتيب زيادة المخاطر) تصنيفات AAA و AA و A و BBB و BB و B و CCC و CC و C مع التصنيف الإضافي D للديون المتأخرة. غالبًا ما تعتبر السندات والسندات الحكومية الصادرة عن المؤسسات التي ترعاها الحكومة (GSEs) في فئة المخاطر الصفرية فوق AAA؛ وفئات مثل AA و A قد يتم تقسيمها أحيانًا إلى تقسيمات فرعية دقيقة مثل "AA−" أو "AA+".
تسمى السندات المصنفة BBB− وما فوقها بالسندات ذات الدرجة الاستثمارية. تسمى السندات التي تم تصنيفها على أنها أقل من درجة الاستثمار في تاريخ إصدارها سندات مضاربة، أو بالعامية السندات «غير المرغوب فيها».
عادةً ما تقدم الديون ذات التصنيف المنخفض عائدًا أعلى، مما يجعل سندات المضاربة أدوات استثمار جذابة لأنواع معينة من المحافظ والاستراتيجيات. ومع ذلك يُحظر على العديد من صناديق التقاعد والمستثمرين الآخرين (البنوك وشركات التأمين) في قوانينهم الداخلية الاستثمار في السندات التي تقل تصنيفاتها عن مستوى معين. ونتيجة لذلك فإن الأوراق المالية ذات التصنيف المنخفض لها قاعدة مستثمرين مختلفة عن السندات ذات التصنيف الاستثماري.
تتأثر قيمة سندات المضاربة بدرجة أعلى من سندات الدرجة الاستثمارية بإمكانية التخلف عن السداد. على سبيل المثال في فترات الركود قد تنخفض أسعار الفائدة، ويميل الانخفاض في أسعار الفائدة إلى زيادة قيمة السندات ذات الدرجة الاستثمارية؛ ومع ذلك يميل الركود إلى زيادة احتمالية التخلف عن السداد في السندات ذات الدرجة المضاربة.